# Volt Albanië

Nationale secties van Volt Europa. De grenzen van de Europese Unie zijn in het rood weergegeven.

Volt Albanië ( Albanees: Volt Shqipëri, meestal simpelweg Volt genoemd) is een sociaal-liberale politieke beweging in Albanië. Het is de Albanese tak van Volt Europa,  een politieke beweging die op Europees niveau opereert.

## Geschiedenis
Hoewel Albanië nog geen EU-lidstaat is, is Volt sinds 2021 actief campagne aan het voeren in Albanië.  Naast betrokkenheid op nationaal en lokaal niveau nemen leden deel aan Volt evenementen op Europees niveau. 